# Marie Alexandre Raoul Blin de Bourdon
Pour les articles homonymes, voir Blin de Bourdon, Blin et Bourdon.
Raoul Blin de Bourdon, né à Abbeville le 20 mai 1837 et mort le 17 avril 1940 à Paris 8e, est un voyageur et homme politique français du XIXe siècle.

## Biographie

### Famille
La maison de Blin est l'une des plus anciennes du Beauvaisis et de Picardie, elle avait notamment pour racine la commune de Bourdon et pour résidence l'hôtel Blin de Bourdon à Amiens.
Raoul Blin de Bourdon est le petit-fils de Louis-Alexandre Blin de Bourdon, lui aussi homme politique qui a été maire d'Amiens et député.
Il épousa Adèle Henriette Marie Desfriches Doria. Leur fille, Odette Bin de Bourdon, né en 1892, épousa en 1914, René de Lignaud de Lussac. Sa seconde fille Madeleine Blin de Bourdon (1896-1975) épousa Charles de Vassart d'Andernay. 
Il entreprit de nombreux voyages notamment aux sources de l'Amazone et a été régulièrement élu député de la Somme, au XIXe siècle.

### Un infatigable voyageur
Blin de Bourdon partit à la découverte des sources de l'Amazone. Ce travail fut continué par bien des explorateurs après lui, notamment par Bertrand Flornoy également député. Ce voyage a fait l'objet d'un livre écrit par son compagnon de voyage, Alexis de Gabriac.
Il épousa en 1890 Marie Desfriches-Doria avec laquelle il aura deux filles : Odette (comtesse René de Lignaud de Lussac) et Madeleine (baronne de Vassart d'Andernay).
Raoul Blin de Bourdon, également officier, a participé à la guerre de 1870 comme capitaine des mobiles de la Somme. Il prit alors part aux combats de l'Armée du Nord, au cours desquels il fut blessé. Sa belle conduite lui valut de recevoir la croix de chevalier de la légion d'honneur, à la demande du ministère de la Guerre le 12 mars 1871. Sa carrière politique lui a valu d'être promu officier de Légion d'honneur le 23 novembre 1937.
Il est le grand-père de Brigitte de Prémont qui a elle-même siégé au Palais Bourbon.

### Carrière politique
Député de la Somme sans interruption de 1870 à 1893. Le vicomte Blin de Bourdon est légitimiste.
Ses résultats d'élection sont les suivants  :
- 1871 : 96,987 voix sur 123,345 votants
- 1877 : 10,602 voix sur 13,068 votants
- 1881 : 9,085 voix sur 14,492 votants
- 1885 : 70,608 voix sur 133,484 votants
- 1889 : ?

## Distinctions
- Officier de la Légion d'honneur

## Sources
- « Marie Alexandre Raoul Blin de Bourdon », dans Adolphe Robert et Gaston Cougny, Dictionnaire des parlementaires français, Edgar Bourloton, 1889-1891 [détail de l’édition]